# Тыдэяха (приток Пякупура)
Тыдэяха (устар. Тытю-Яха) — река в России, протекает по Ямало-Ненецкому АО. Устье реки находится в 282 км по левому берегу реки Пякупур. Длина реки составляет 37 км.

## Притоки
- 19 км: Выньяха (пр)
- 37 км: Нгарка-Тыдэяха (лв)
- 37 км: Нюдя-Тыдэяха (пр)

## Данные водного реестра
По данным государственного водного реестра России относится к Нижнеобскому бассейновому округу, водохозяйственный участок реки — Пур, речной подбассейн реки — подбассейн отсутствует. Речной бассейн реки — Пур.
Код объекта в государственном водном реестре — 15040000112115300055561.